# Dallington (East Sussex)
Dallington – wieś w Anglii, w hrabstwie East Sussex, w dystrykcie Rother. Leży 71 km na południowy wschód od Londynu. W 2007 miejscowość liczyła 310 mieszkańców.